# Shane Lawal
Olaseni Abdul-Jelili "Shane" Lawal (nascut el 8 d'octubre de 1986) és un jugador de bàsquet professional americanonigerià que juga pel FC Barcelona Lassa del la lliga ACB. És un pivot, que també pot jugar com a Aler pivot.

## Trajectòria

### Universitat
Lawal va jugar a bàsquet universitari durant tres anys
a la Universitat d'Oakland amb l'equip dels Oakland Golden Grizzlies, abans de traslladar-se a la Wayne State University, on va jugar amb els Wayne State Warriors durant la temporada 2008–2009.

### Professional
Lawal no va ser escollit al draft del 2009 i va decidir seguir la seva carrera fora dels Estats Units, signant contracte amb l'Al Arabi Doha de la Lliga de Qatar per la temporada 2009-2010.
La temporada 2010–2011 va signar amb el CB Guadalajara de la Lliga LEB Plata, deixant l'equip l'abril de 2011, a causa dels problemes econòmics del club, que no va poder fer front al seu contracte, i signant per Al-Ahli Benghazi de la Lliga de Líbia per la resta de la temporada. El juliol de 2011 va tornar a Espanya després de signar pel CB Clavijo de la Lliga LEB oro. El 5 d'agost de 2012 va tornar a canviar d'equip, signant aquest cop pel Tezenis Verona de Lliga Italiana.
L'any següent, el 29 de juliol de 2013, Lawal va signar un contracte d'un any amb BC Astana del Kazakhstan, amb qui va guanyar la lliga i la copa de la temporada 2013-2014. El 31 de juliol de 2014, Lawal va tornar a signar un contracte d'una any, aquest cop al Dinamo Sassari de la Lliga italiana, amb qui va aconseguir un triplet en guanyar Lliga, Copa i Supercopa d'Itàlia. El 20 de juliol de 2015 va signar amb l'FC Barcelona Lassa per dues temporades. El 12 de maig de 2017, va deixar el FC Barcelona. Va tornar a la Lliga italiana, després de signar contracte, el 26 d'agost d'aquell mateix any, amb el Sidigas Avellino.

### Equip Nacional
Lawal va ser el millor jugador de Nigèria a l'AfroBasket 2015, amb una mitjana de 9,3 punts, 9 rebots i 3 assistències per partit, contribuint decisivament a obtenir el seu primer campionat continental a Tunísia. Aquest campionat els va permetre participar en els Jocs Olímpics de Rio de Janeiro.